# Robertson Racing
Robertson Racing est une écurie de sport automobile américaine fondée en 2007 par David et Andrea Robertson.

## Historique
L'écurie s'engage en American Le Mans Series en 2007 avec une Panoz Esperante GTLM.

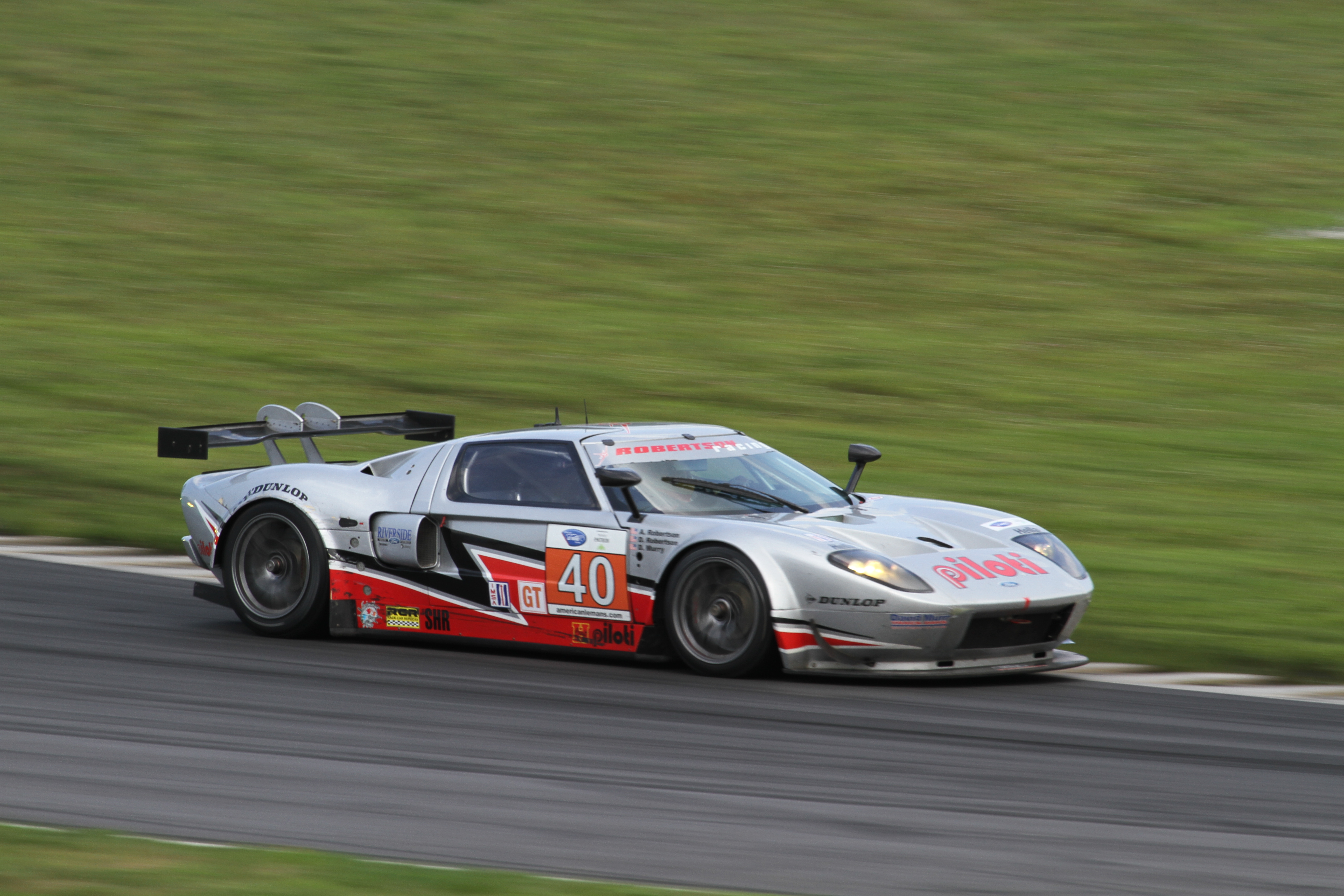
La Ford GT au Northeast Grand Prix 2010.

En 2008, en partenariat avec Kevin Doran, l'écurie fait débuter la Ford GT en American Le Mans Series,.
En mars 2010, l'équipe participe aux 12 Heures de Sebring. En octobre, l'écurie engage deux Ford GT pour le Petit Le Mans.

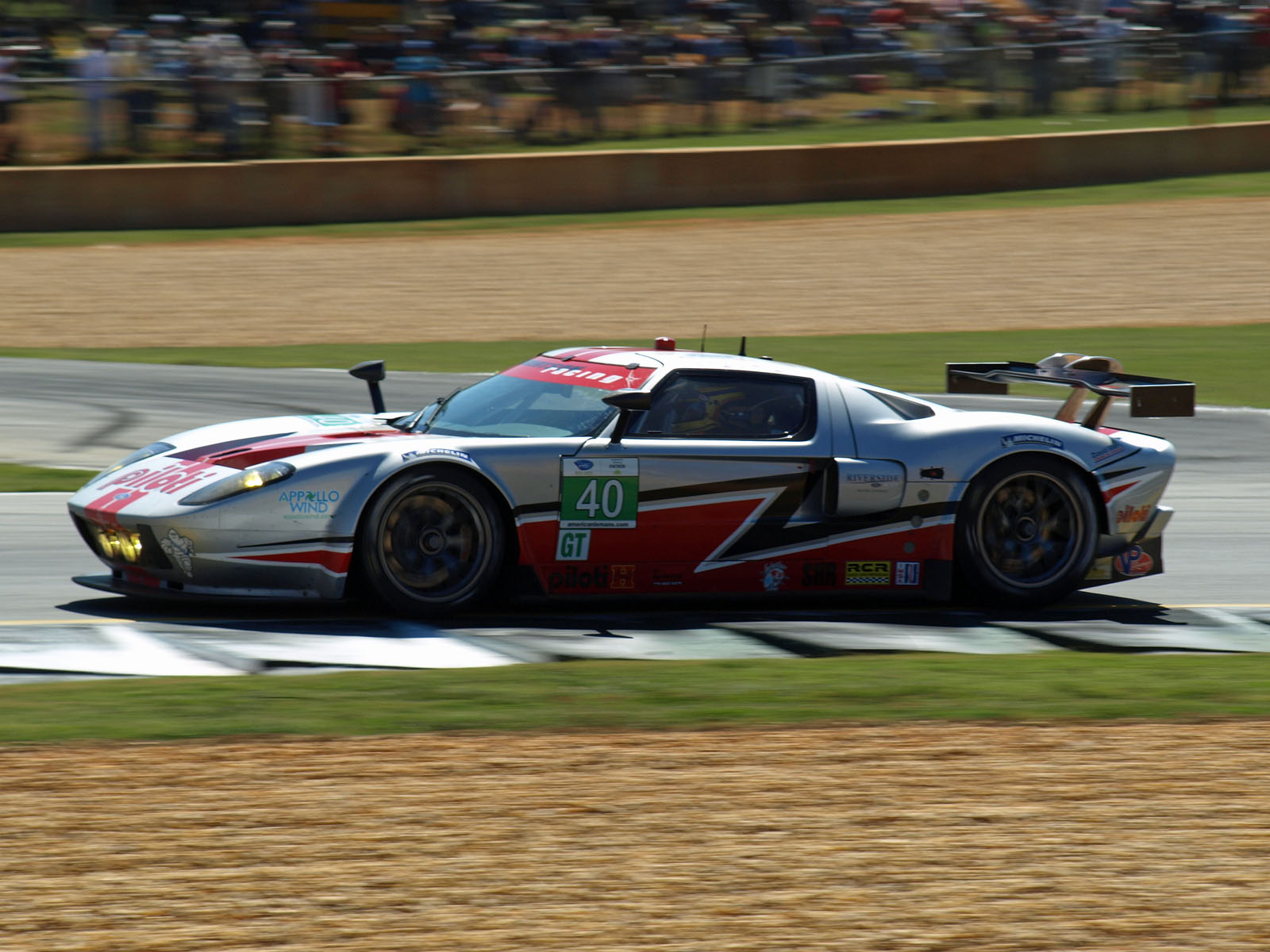
L'une des Ford GT lors du Petit Le Mans 2011.

En février, l'une des deux Ford GT de l'écurie (engagée en GTE Am) est présente sur la liste des engagées des 24 Heures du Mans, dévoilée par l'Automobile Club de l'Ouest. David Robertson qui devrait piloter la voiture no 68 s'exprime sur cette nouvelle : « Je suis absolument enchanté de faire mes débuts au Mans. Je me souviens que lorsque j'étais amateur, c'était un but que je me fixais. Le Mans c'est bien plus que tout ce que l'on peut penser. Je n'oublierai jamais la victoire de Ford, alors que je n'avais que douze ans. S'engager avec nos autos était un rêve qui devient maintenant réalité. Ces victoires des années soixante ne sont pas seulement les plus grandes réalisations de Ford, mais de tout le sport automobile américain ». La seconde voiture qui devait être engagée en GTE Pro n'est que suppléante. En parallèle, l'équipe participe à l'American Le Mans Series.
Au mois de mars, l'écurie prévoit d'engagée ses deux Ford GT aux 12 Heures de Sebring. Les deux équipages annoncés sont composés de David Robertson, David Murry, Anthony Lazzaro ; et Andrea Robertson, Boris Said et Rob Bell.
En avril, l'écurie se rend sur le circuit des 24 Heures et participe à la journée test des 24 Heures du Mans.
En juin, lors des 24 Heures du Mans, l'écurie décroche la troisième place de la catégorie GTE Am,. En outre Andrea Robertson devient la première femme à monter sur un podium de catégorie depuis les 24 Heures du Mans 1931. Pour David Murry s'exprime sur la performance d'Andrea et sur la prochaine course de l'équipe, le Petit Le Mans : « Andrea a tourné plus vite qu’elle ne l’a jamais fait auparavant sur ce circuit, et Melanie continue à se familiariser avec la voiture, indique Andrew H Smith, team manager de Robertson Racing. Nous savons que ce week-end sera dur, avec autant de GT présentes grâce aux voitures engagées en ILMC. Cela dit, David a beaucoup d’expérience ici avec la Ford, alors on ne sait jamais ».